# Charlotte Regan

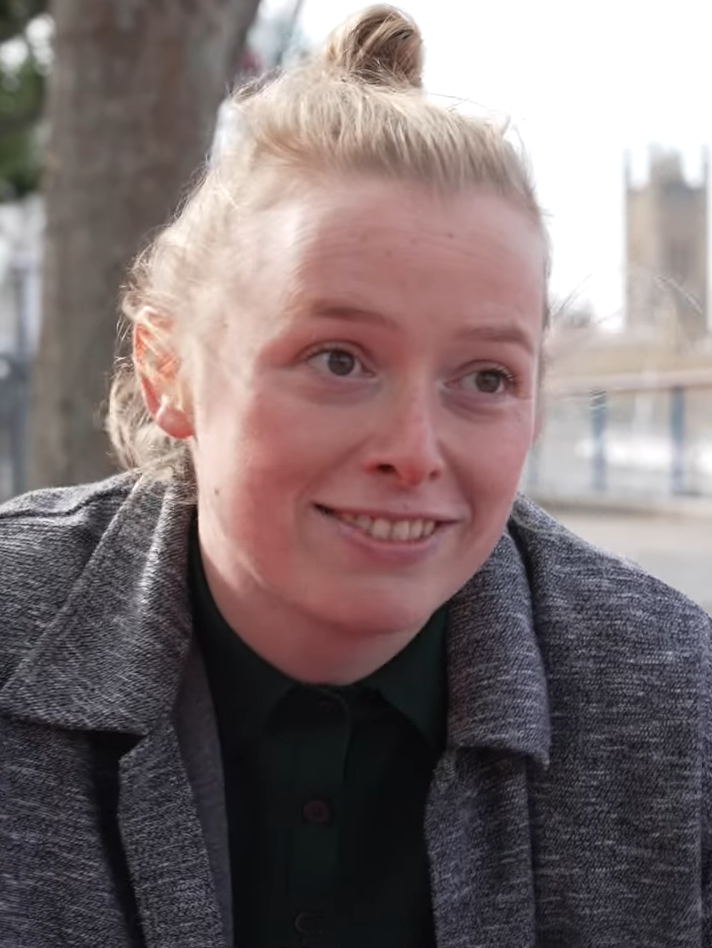
Charlotte Regan (2023)

Charlotte Regan (geboren 1994 in London) ist eine britische Filmemacherin.

## Leben und Werk
Seit ihrer Jugend in Nord-London und Islington hat Charlotte Regan über 200 Videos für lokale Rapper gedreht, ihre Kurzfilme liefen auf mehreren internationalen Festivals.
Regans Filme konzentrieren sich, wie die englische Tageszeitung The Guardian beschreibt, oft auf „Protagonisten aus der Arbeiterklasse“. In Interviews sprach sie über die Hindernisse, mit denen Menschen aus der Arbeiterklasse in der Filmindustrie konfrontiert sind, und über die Privilegien anderer.
Als Teenager arbeitete sie bereits als Paparazzo-Fotografin; das Fotografieren von Filmsets wie Skyfall inspirierte sie nach eigenen Aussagen dazu, selbst Filmemacherin zu werden. Mit 15 begann sie Musikvideos zu drehen, unter anderem zu Beloved von Mumford & Sons und zu Fly Like an Eagle von den Stereophonics.
Ihr erster Kurzfilm, Standby, wurde auf dem Toronto International Film Festival (TIFF) uraufgeführt. Er spielt komplett in einem Polizeiauto, gewann einen Sundance Ignite Award und wurde für einen BAFTA nominiert. Ihr zweiter Kurzfilm Fry-Up wurde auf dem BFI London Film Festival, auf dem Sundance Film Festival 2018 und auf der Berlinale gezeigt. Ihr dritter Film, Dodgy Dave, lief in Toronto International Film Festival und beim British Film Institute in London.
Im Jahr 2017 wurde Charlotte Regan von Michael Fassbenders Produktionsfirma Finn McCool Films entdeckt. Sie entwickelte daraufhin Scrapper (dt. Georgie), über ein 12-jähriges Mädchen, das nach dem Tod seiner Mutter wieder mit dem Vater zusammenkommt. Scrapper feierte seine Premiere auf dem Sundance Film Festival 2023, wo er den Großen Preis der Jury in der World Cinema Dramatic Competition gewann, außerdem den European Young Audience Award bei den European Film Awards 2023.

## Filmografie (Auswahl)
- 2016: Standby (Kurzfilm)
- 2017: Fry-Up (Kurzfilm)
- 2018: Little Monster (Kurzfilm)
- 2018: Dodgy Dave (Kurzfilm)
- 2018: Visiting (Kurzfilm)
- 2019: The Love Europe Project
- 2019: Oats & Barley (Kurzfilm)
- 2019: Paired Up (Kurzfilm)
- 2019: My Boy (Kurzfilm)
- 2020: No Ball Games (Kurzfilm)
- 2023: Georgie (Scrapper)
- 2023: Bikes (Kurzfilm)